# Penny (nemzetközi cég)
A Penny Market egy nemzetközi cég; a németországi REWE Csoporthoz tartozó diszkontáruház-lánc, mely jelenleg mintegy {{szám|3000]] üzletet működtet Európa-szerte.
2024 decemberében 238 üzlet volt Magyarországon található.

## Nemzetközi helyzete és versenytársai
A Penny Magyarország mellett Ausztriában, Csehországban, Németországban, Olaszországban és Romániában van jelen. Régebben Bulgáriában és Franciaországban is jelen volt.
Magyarországi versenytársa a Lidl és az Aldi.
| Ország       | Név                                                     | Alapítás | Boltok száma |
| ------------ | ------------------------------------------------------- | -------- | ------------ |
| Ausztria     | Penny Markt (a Mondo üzletlánc megvásárlásával)         | 2003     | 290          |
| Csehország   | Penny Market (részben a Plus üzletlánc felvásárlásával) | 1997     | 368          |
| Magyarország | Penny Market (részben Profi üzletek felvásárlásával)    | 1996     | 238          |
| Németország  | Penny Markt (részben Plus üzletek felvásárlásával)      | 1973     | 2401         |
| Olaszország  | Penny Market (részben Plus üzletek felvásárlásával)     | 1994     | 311          |
| Románia      | Penny Market és Penny Market XXL                        | 2005     | 166+7        |

## A logó fejlődése

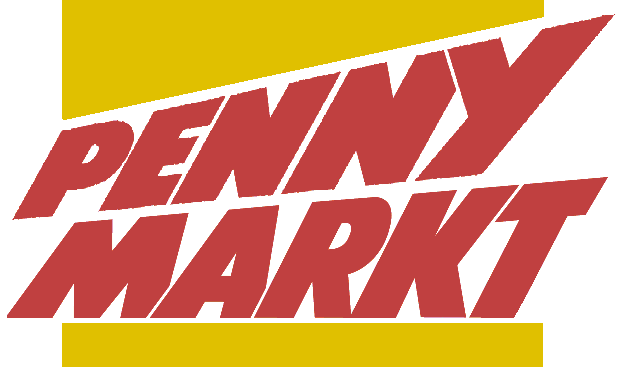
A logó kb. 1975 és 2000 között
A logó kb. 2000 és 2022 között
A logó 2022 óta

### Ausztria
Ausztriában az első Penny Markt üzlet 2003-ban nyílt meg. A REWE Csoport a Billa és a Penny Market mellett további három fontos üzletlánccal van jelen, a Merkur szupermarkettel, az Adeg beszerzési üzletlánccal, valamint a Bipa drogérialánccal. A Merkur szupermarketek elsődlegesen a magyarországi Interspar üzletekhez, a Bipa drogériák a magyar Rossmann üzletekhez hasonlíthatóak. Az öt ausztriai lánc a Clever sajátmárkával egységes márkát hozott létre, amely minden üzletükben kapható.
A Penny Market ausztriai versenytársai szintén a Lidl, valamint az Aldi, Hofer néven. A Hofer márkanév egy korábban felvásárolt ausztriai üzletlánctól származik, jelenleg a néven kívül semmi sem különbözik. Ezen kívül a SPAR Csoport szupermarket- és hipermarket-egységei, valamint a Nah&Frisch beszerzési üzletlánc vannak jelen a piacon. A Metro nagykereskedés szintén erősíti kategóriájában az osztrák piacot. A SPAR holland, a Nah&Frisch osztrák, a többi üzletlánc németországi tulajdonban van.

### Bulgária
Bulgáriában az első Penny Market üzlet 2009-ben nyílt meg. A REWE Csoport ebben az országban először a Billa szupermarketlánccal jelent meg 2000-ben, ezt követte a Penny Market bevezetése. Az ország másik diszkontlánca a Lidl.
A szuper- és hipermarketpiacon jelen van fontos szereplőként a litván Maxima-csoport T-Market szupermarketeivel, a Lidlt is üzemeltető Schwarz-csoport a Kaufland hipermarketlánccal, az AP Mart befektetői csoport a Piccadilly szupermarketlánccal (ez egy ideig a belga Delhaize csoport tagja volt), valamint a CMB Bulgaria a Carrefour hipermarketlánccal. Utóbbi kettő cég 2014 végén közös joint venture céget alapított a két lánc üzemeltetésére, ugyanakkor 2015 júliusában közleményt adtak ki arról, hogy a tervezett együttműködés nem jött létre. A szinte kizárólag Szófiában tevékenykedő Fantastico üzletlánc is folyamatosan fejleszti hálózatát. A nagykereskedelmi piacon a Metro van jelen fontos szereplőként.
2015-ben elhagyta a bolgár piacot. Az osztrák, cseh, magyar, olasz és román piacokra kíván koncentrálni.

### Csehország
Csehországban az első Penny Market üzlet 1997-ben nyílt meg. A REWE Csoport a Billa szupermarketlánccal és a Penny Market diszkontlánccal van jelen (itt a Plus-diszkontokat a REWE Billa- és Penny Market-üzletekként üzemelteti tovább). A diszkontpiacon a Lidl, valamint a Norma vannak még jelen. A Penny Csehország piacvezető diszkontlánca, ezt többek között a 2007-ben átvett 158 Plus diszkontnak köszönheti.
A szuper- és hipermarketpiacon az Ahold-csoport Albert üzletlánca bír erős pozíciókkal (ez a cég vásárolta meg a csehországi SPAR Csoport tagjait, valamint a Julius Meinl üzleteit is), a Lidlt is birtokló Schwarz-csoport a Kaufland lánccal is jelen van. Ezek mellett a Tesco, a Globus, valamint a Makro cash&carry üzletláncok szintén fontos versenytársaknak számítanak.

### Németország
Németországban az első Penny Markt üzlet 1973-ban nyílt meg. A REWE Csoport a Penny diszkontlánc mellett a REWE szupermarket-lánccal van jelen, ami az ausztriai Merkur és Billa üzletekre hasonlít. A REWE mint szupermarketlánc több, a REWE Csoporthoz tartozó üzletláncból jött létre, így pl. a MiniMalból, az Extrából a HL-ből és a Stüssgenből.
A Penny Markt három országos diszkontlánccal versenyez: az Aldi és a Lidl mellett a Netto Marken-Discounttal, utóbbi kereskedelmi márkákat árusít. A piacon a Penny a legkisebb szereplőnek számít, piacvezetőnek az Aldi Nord és az Aldi Süd csoport üzletei számítanak, ezt követi a Lidl, valamint a Netto. A Penny ugyanakkor számos Plus üzletet vásárolt és illesztett hálózatába. A 328 üzlettel a Penny sikeresen erősítette hálózatát Németország vidéki régióiban.
Németországban a Penny komoly erőfeszítéseket tesz piaci pozíciói erősítése érdekében, így áruházait és márkáját folyamatosan fejleszti. Regionális diszkont-versenytársaknak számít az NP-Markt, ami az Edeka csoport tagja, valamint a Norma diszkontlánc. Ezek ugyanakkor nem rendelkeznek országos hálózattal.
A már említetteken túl fontos versenytársaknak számítanak az élelmiszerpiacon a Metro-csoport üzletei (a Metro cash&carry, illetve a Real hipermarket üzletek), a Tengelmann-csoport (tartománytól függően) Kaiser’s és Tengelmann néven futó üzletei, az Edeka beszerzési üzletlánc, a Lidlt is tulajdonló Schwarz-csoport Kaufland hipermarket-lánca, a dán Netto szupermarketlánc (nem azonos a Netto Marken-Discounttal), a Globus hipermarketlánc, a Selgros, valamint a Tegut.

### Olaszország
Olaszországban az első Penny Market üzlet 1994-ben nyílt meg, az Esselunga üzletlánccal közösen, joint venture formában. A REWE 1999-re kivásárolta üzlettársát, majd 2000-ben megvásárolta a Plus diszkont olaszországi üzletágát. Itt a REWE Csoport 1990-ben jelent meg a Billa szupermarketlánccal, ugyanakkor azokat 2014-ben értékesítette, 53 üzletet a Carrefour, 50 üzletet a Conad, 33-at egyéb vevők számára. A lépéssel a REWE jobban kíván a Penny Market márkára koncentrálni.
Jelenleg a Penny Market legfontosabb diszkont versenytársa a Lidl, ami 1992-ben lépett az olasz piacra. Emellett fontos szereplő az 1993-ban alakított LD Market is, ami az olasz Lombardini Holding csoport tagja. Az LD 2013-ban a Lillo SpA megvásárlásával második lett a Lidl mögött az olasz diszkont-piacon. Ezek mellett az Aldi komoly lépéseket tervez az olasz piacra való belépés kapcsán.
Az olasz kiskereskedelmi piac rendkívül széttagolt, az öt fő kiskereskedelmi lánc piaci részesedése együttesen nem éri el a 20%-ot (ellentétben a német piaccal, ahol ez az arány 83%). Fontos szereplőknek számít a Coop Italia, a Conad, az Auchan Csoport (ami az Auchan mellett a Simply Market szupermarketlánccal és a Citta Mercato üzletlánccal van jelen), az Esselunga, a Carrefour (a Carrefour Iper, Market és Express márkák révén), az Eurospin, valamint a Selex. Az észak-olaszországi régiókban a magyarországi SPAR anyacége, az ASPIAG is jelen van DESPAR, EUROSPAR és INTERSPAR üzleteivel.

### Románia
Romániában az első Penny Market üzlet 2005-ben nyílt meg. A Penny Market Romániában egy speciális, nagyobb alapterületű üzletláncot is üzemeltet XXL néven, ami bővebb választékkal rendelkezik. Romániában a REWE Csoport 1999-ben jelent meg a Billa szupermarketlánccal. Korábban a REWE 2001-től a Selgros nagykereskedelmi lánccal is jelen volt, amit a cég az Otto csomagküldő szolgálatot is üzemeltető Otto Grouppal együtt tulajdonolt joint venture tulajdoni formában, ugyanakkor a REWE 2008-ban megvette az Otto tulajdonrészét, és ugyanebben az évben joint venture formában közös céget hozott létre a Coop Schweiz Genossenschaft-tal Transgourmet néven. A REWE 2011-ben eladta részesedését a Coop Schweiznak. A Penny Market további növekedést tervez.
A Penny Market legfontosabb romániai diszkont versenytársa a Lidl. Korábban a Louis Delhaize-csoport tulajdonában álló Profi is a diszkontok közé tartozott, ugyanakkor annak 2009-es értékesítése óta az új tulajdonos, a lengyel stratégiai befektető Enterprise Investors a Profit szupermarketlánccá pozicionálta át, és hat év alatt 65-ről 330-ra emelte az egységek számát.
A szupermarketek és hipermarketek piacán az Enterprise Investors a Profi üzletláncot a Profi City és Profi Loco co-brandekkel egészítette ki. A fontos szereplők közé tartozik még a Kaufland (ezt a Lidl-t is birtokló Schwarz-csoport üzemelteti), az Auchan, a Cora, a Real, valamint a Delhaize-csoport által üzemeltetett Mega Image szupermarketlánc. A nagykereskedelmi szektorban a Metro és a Selgros rendelkeznek pozíciókkal.